# Nicole Faria
Nicole Faria (Bangalore, 9 de febrero de 1990) es una modelo india que fue coronada Miss Tierra 2010 el 4 de diciembre de 2010. Es, además, la primera mujer de la India en ganar Miss Tierra.

## Carrera
Nicole Faria ha estado en el mundo de la moda desde 2005; Ha posado para revistas de moda como Elle, Cosmopolitan y Vogue entre otras. Igualmente ha desfilado en el Lakme Fashion Week, en el Wills Lifestyle India Fashion Week, y en el Colombo Fashion Week.
En noviembre de 2010, Faria fue la imagen de un grupo filial de Hewlett-Packard (HP Personal Systems) en un comercial de televisión. La campaña se titulaba "The Computer is Personal Again" y ella fue la imagen complementaría para las cubiertas de colores de los portátiles ofrecidos por la marca.
Faria entró al mundo de la farándula, como parte de sus premios, al ganar el concurso Femina Miss Earth India 2010 y ha sido representada por Shoot Talent Management, una división de Bennett, Coleman &  Co. Ltd. (BCCL) - la casa de medios de comunicación más importante de la India.
| Predecesor: Larissa Ribeiro Ramos Costa | Miss Tierra 2010 | Sucesor: Olga Álava |